# 親衛隊第12軍
親衛隊第12軍（德語：XII. SS-Armeekorps）是武裝親衛隊的一个军。第二次世界大战期间，它參與了西线和东线的行动。
该军于1944年8月1日在西里西亚由戈特贝格战斗群（Kampfgruppe von Gottberg）和第53军的残余组建，并加入了第3装甲集团军。从1944年9月起，它作为第1空降軍團的一部分在西部作战。后来它在齐格菲防线和鲁尔方面军的第15集团军的指挥下作战。1945年4月，该军在鲁尔区被包围并被摧毁。

## 指挥官
- 1944年8月1日：黨衛軍上級領袖和將軍馬蒂亞斯·克萊因海斯特坎普[1]
- 1944年8月6日：黨衛軍上級領袖和將軍科特·馮·戈特伯格
- 1944年10月18日：黨衛軍上級領袖和將軍卡爾·瑪麗亞·德梅爾胡貝爾
- 1944年10月20日：步兵上將岡瑟·布魯門特里特
- 1945年1月20日：中將弗里茨·拜爾萊因
- 1945年1月29日：中將愛德華‧克拉斯曼

## 战斗序列
1944年9月16日
- 第548装甲掷弹兵师
- 第7装甲师

1945年5月1日
- 第175步兵师
- 第183国民掷弹兵师
- 第338步兵师
- 教导装甲师